# Футбол на літніх Олімпійських іграх 2004
На Літніх Олімпійських іграх 2004 в Афінах розігрувалися два комплекти нагород в футболі.

## Місця проведення
| Олімпійський стадіон | Пампелопоннісіако |
| Місткість: 71,030    | Місткість: 23,558 |
|                      |                   |
| Пірей                | Салоніки          |
| Георгіос Караїскакіс | Кафтанзогліо      |
| Місткість: 33,334    | Місткість: 27,770 |
|                      |                   |
| Іракліон             | Волос             |
| Панкритіо            | Пантессаліко      |
| Місткість: 26,240    | Місткість: 22,700 |
|                      |                   |

## Чоловіки

### Медалісти
| Медаль | Країна    | Спортсмени | Тренер             |
| ------ | --------- | --- | ------------------ |
| Золото | Аргентина | Вільфредо Кабальєро, Роберто Аяла, Ніколас Бурдіссо, Фабрісіо Колоччіні, Хав'єр Маскерано, Габріель Гайнце, Хав'єр Савіола, Сесар Дельгадо, Лусіано Фігероа, Карлос Тевес, Кілі Гонсалес, Мауро Росалес, Ніколас Медіна, Клементе Родрігес, Андрес д'Алессандро, Лучо Гонсалес, Маріано Гонсалес, Херман Люкс, Леандро Фернандес | Марсело Б'єлса     |
| Срібло | Парагвай  | Родріго Ромеро, Еміліо Мартінес, Хуліо Мансур, Карлос Гамарра, Хосе Девака, Сельсо Есківель, Пабло Хіменес, Едгар Баррето, Фреді Баррейро, Дієго Фігередо, Аурельяно Торрес, Педро Бенітес, Хуліо Сесар Енсісо, Хуліо Гонсалес, Ернесто Крістальдо, Освальдо Діас, Хосе Сатурніно Кардосо, Дієго Баррето                         | Карлос Хара Сагієр |
| Бронза | Італія    | Марко Амелія, Джорджо К'єлліні, Еміліано Моретті, Маттео Феррарі, Даніеле Бонера, Даніеле Де Россі, Джамп'єро Пінці, Анджело Паломбо, Альберто Джилардіно, Андреа Пірло, Джузеппе Скуллі, Андреа Гасбарроні, Андреа Барцальї, Чезаре Бово, Марко Донадел, Сімоне Дель Неро, Джандоменіко Место, Іван Пеліццолі                   | Клаудіо Джентіле   |

Футбол на літніх Олімпійських іграх 2004 (склади, чоловіки)

### Попередній раунд

#### Група А
| М | Країна         | І | В | Н | П | ГЗ | ГП | +/- | О |
| - | -------------- | - | - | - | - | -- | -- | --- | - |
| 1 | Малі           | 3 | 1 | 2 | 0 | 5  | 3  | +2  | 5 |
| 2 | Південна Корея | 3 | 1 | 2 | 0 | 6  | 5  | +1  | 5 |
| 3 | Мексика        | 3 | 1 | 1 | 1 | 3  | 3  | 0   | 4 |
| 4 | Греція         | 3 | 0 | 1 | 2 | 4  | 7  | −3  | 1 |

#### Група B
| М | Країна   | І | В | Н | П | ГЗ | ГП | +/- | О |
| - | -------- | - | - | - | - | -- | -- | --- | - |
| 1 | Парагвай | 3 | 2 | 0 | 1 | 6  | 5  | +1  | 6 |
| 2 | Італія   | 3 | 1 | 1 | 1 | 5  | 5  | 0   | 4 |
| 3 | Гана     | 3 | 1 | 1 | 1 | 4  | 4  | 0   | 4 |
| 4 | Японія   | 3 | 1 | 0 | 2 | 6  | 7  | −1  | 3 |

#### Група С
| М | Країна              | І | В | Н | П | ГЗ | ГП | +/- | О |
| - | ------------------- | - | - | - | - | -- | -- | --- | - |
| 1 | Аргентина           | 3 | 3 | 0 | 0 | 9  | 0  | +9  | 9 |
| 2 | Австралія           | 3 | 1 | 1 | 1 | 6  | 3  | +3  | 4 |
| 3 | Туніс               | 3 | 1 | 1 | 1 | 4  | 5  | −1  | 4 |
| 4 | Сербія і Чорногорія | 3 | 0 | 0 | 3 | 3  | 14 | −11 | 0 |

#### Група D
| М | Країна     | І | В | Н | П | ГЗ | ГП | +/- | О |
| - | ---------- | - | - | - | - | -- | -- | --- | - |
| 1 | Ірак       | 3 | 2 | 0 | 1 | 7  | 4  | +3  | 6 |
| 2 | Коста-Рика | 3 | 1 | 1 | 1 | 4  | 4  | 0   | 4 |
| 3 | Марокко    | 3 | 1 | 1 | 1 | 3  | 3  | 0   | 4 |
| 4 | Португалія | 3 | 1 | 0 | 2 | 6  | 9  | −3  | 3 |

## Жінки

### Медалісти
| Медаль | Країна    | Спортсмени | Тренер          |
| ------ | --------- | --- | --------------- |
| Золото | США       | Брайна Шаррі, Хезер Мітс, Крістін Ремпон, Кет Реддік, Ліндсей Терплі, Бренді Чештейн, Шенон Бокс, Енджел Г'юклс, Міа Гемм, Елі Вагнер, Джулія Фоді, Сінді Перлу, Крістін Лілі, Джоя Фьюккет, Кеті Маркграф, Еббі Вомбах, Хезері О'Ріллі, Крістін Лукенбіл                          | Ейпріл Гайнріхс |
| Срібло | Бразилія  | Маравілья, Граціела, Моніка, Таіия, Жуліана, Рената Коста, Форміжа, Даніела, Претінья, Марта, Розана, Крістіана, Еліна, Еланія, Майкон, Келлі, Розеллі, Андреа | Рене Сімо       |
| Бронза | Німеччина | Сільке Роттенберг, Керстін Штегеман, Керстін Гарефрекес, Штеффі Йонс, Сара Гюнтер, Віола Одебрехт, Пія Вундерліх, Петра Вімбреску, Біргіт Прінц, Рената Лінгор, Мартіна Мюллер, Навіна Оміладе, Сандра Міннерт, Ізабель Бахор, Соня Фусс, Цонні Полерс, Аріана Гайт, Надін Ангерер | Тіна Тойне      |

Футбол на літніх Олімпійських іграх 2004 (склади, жінки)